# Chiesa di Sant'Agata (Lugano)
La chiesa di Sant'Agata è un edificio religioso che fonde elementi dell'architettura tardogotica e di quella rococò e che si trova a Cadro, quartiere di Lugano.

## Storia
La prima citazione della chiesa in documenti ufficiali risale al 1366, ma la chiesa è probabilmente precedente: nel 2004 una ricerca archeologica permise di individuare le tracce di un edificio precedente, demolito nel Duecento, dotato di abside e campanile-torre, segno che la struttura aveva anche una funzione di difesa. L'edificio attuale, tuttavia, risale al XIV secolo, quando fu ricostruito in stile tardogotico con un coro quadrangolare, poi sostituito fra il 1684 e il 1706 con quello semicircolare attualmente visibile, e dimensioni maggiori. Anche la volta, a crociera, risale a quel periodo, come dimostra l'affresco (del XIV o XV secolo) con San Bernardo da Chiaravalle, Sant'Antonio Abate, San Rocco e un altro santo, adesso nella sagrestia. Nel 1603 la chiesa fu ulteriormente modificata, con un diverso orientamento, e intorno al 1740 fu aggiunta la meridiana nell'oculo dell'abside. Nel 1874 venne ristrutturato il campanile e vennero fuse cinque campane dalla premiata fonderia Giorgio Pruneri di Grosio, con un peso totale di 2100 kg. Un altro rimaneggiamento risale al XX secolo: prima, fra il 1914 e il 1918, fu ampliata la sagrestia, furono aggiunti un battistero e una cappella e fu modificata la facciata, poi, nel 1923, furono aggiunti i portici sul fianco occidentale, e infine, nel 1940, il campanile fu ulteriormente elevato.

## Descrizione
Gli interni sono per lo più rococò: il loro aspetto attuale si deve alle modifiche apportate negli anni settanta del XVIII secolo.
Nel coro, spiccano gli stucchi eseguiti negli anni 1771-1779 da uno o più artisti locali della famiglia Reali.

## Galleria d'immagini

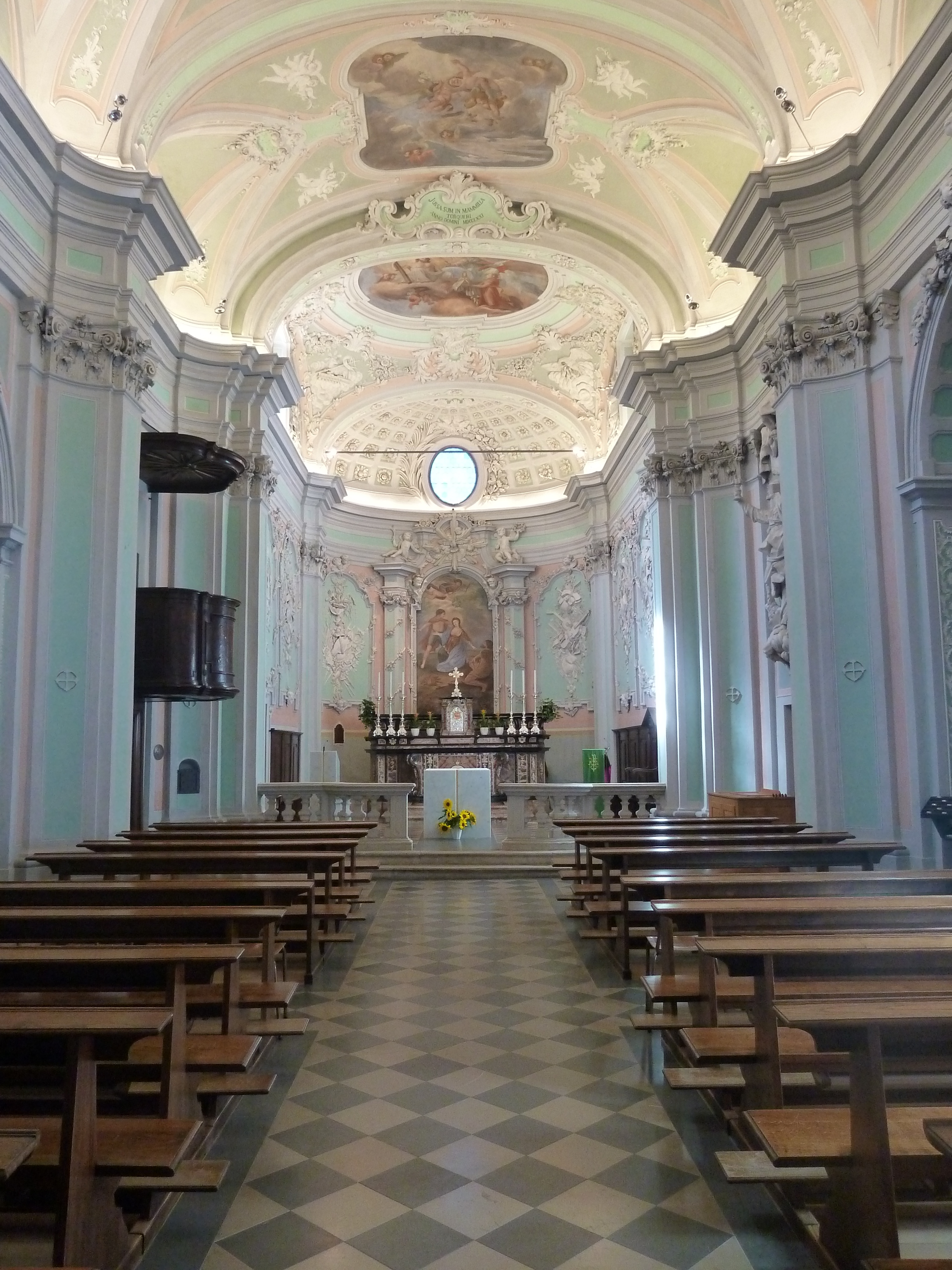
La navata
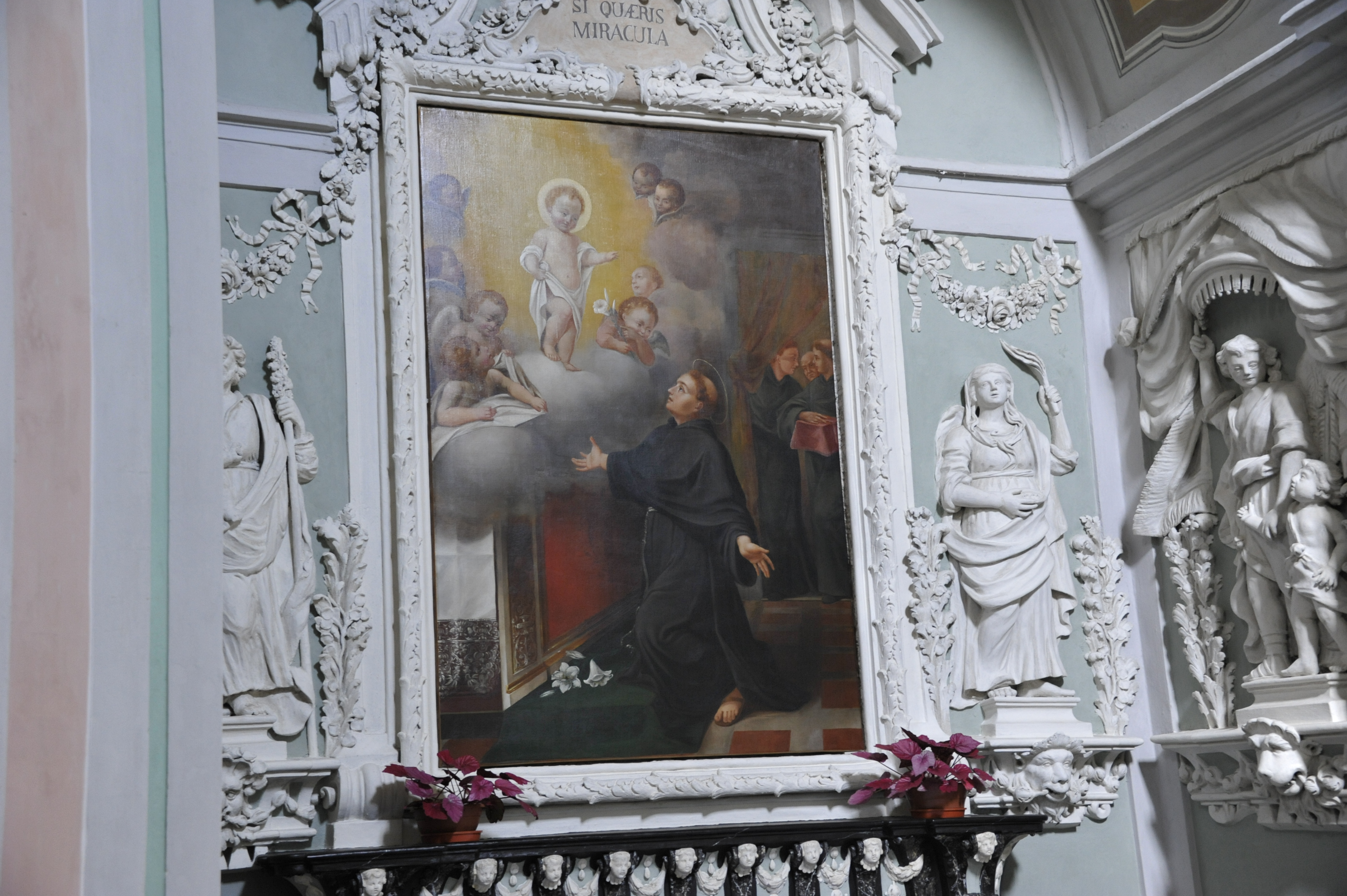
Cappella di Sant'Antonio da Padova, pala d'altare
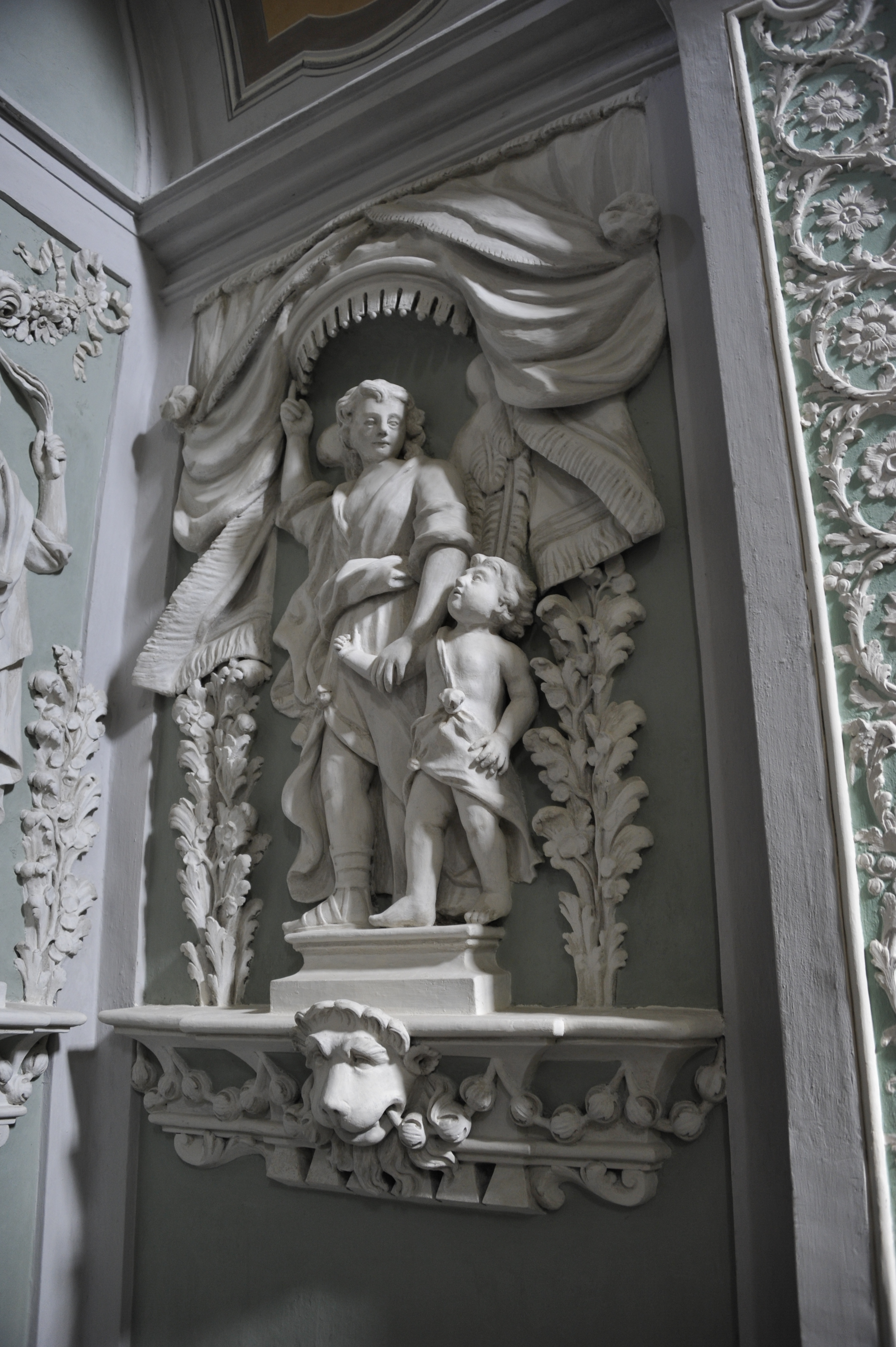
Cappella di Sant'Antonio da Padova, l'arcangelo Raffaele e Tobiolo
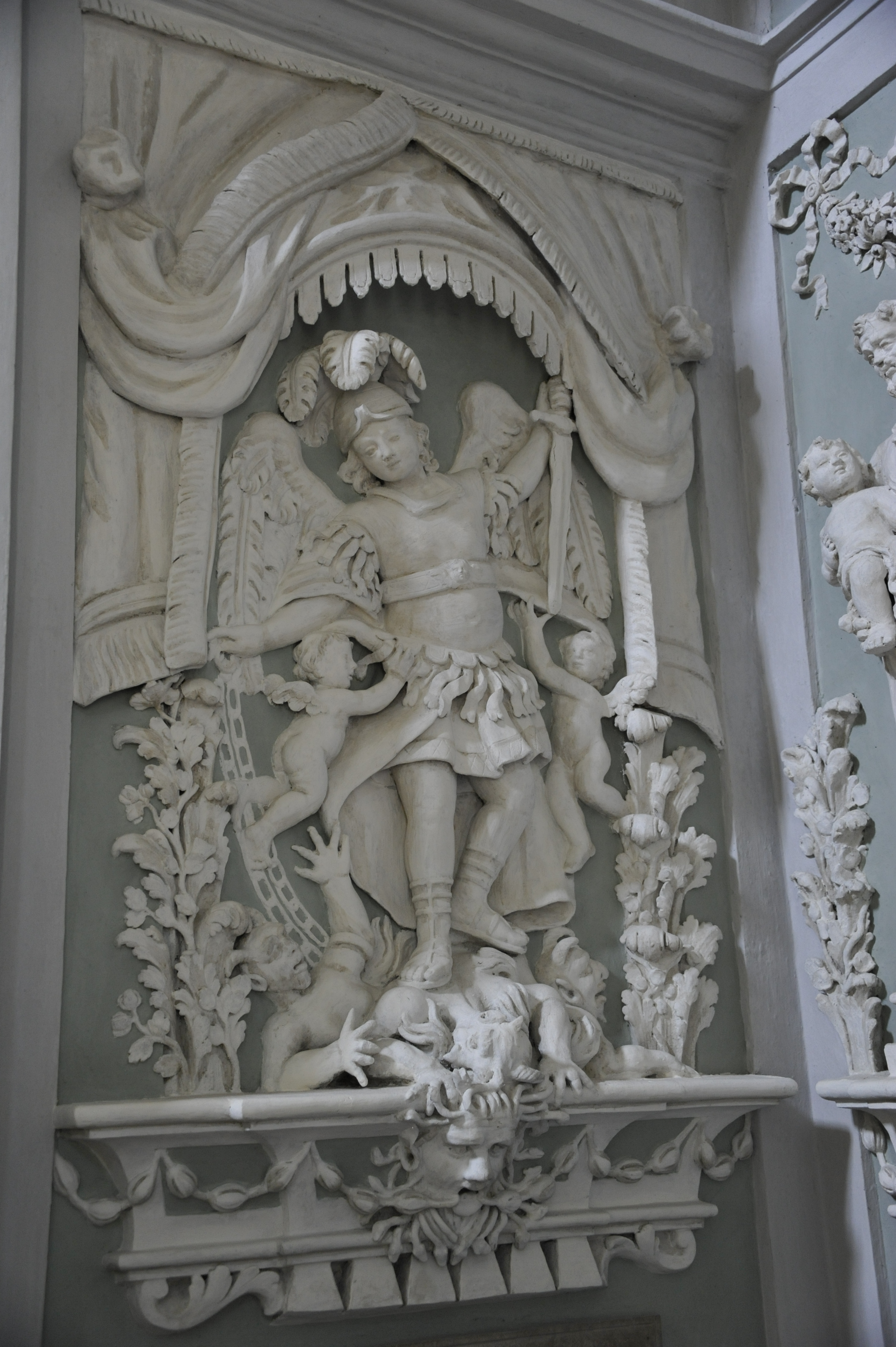
Cappella di Sant'Antonio da Padova, l'arcangelo Michele
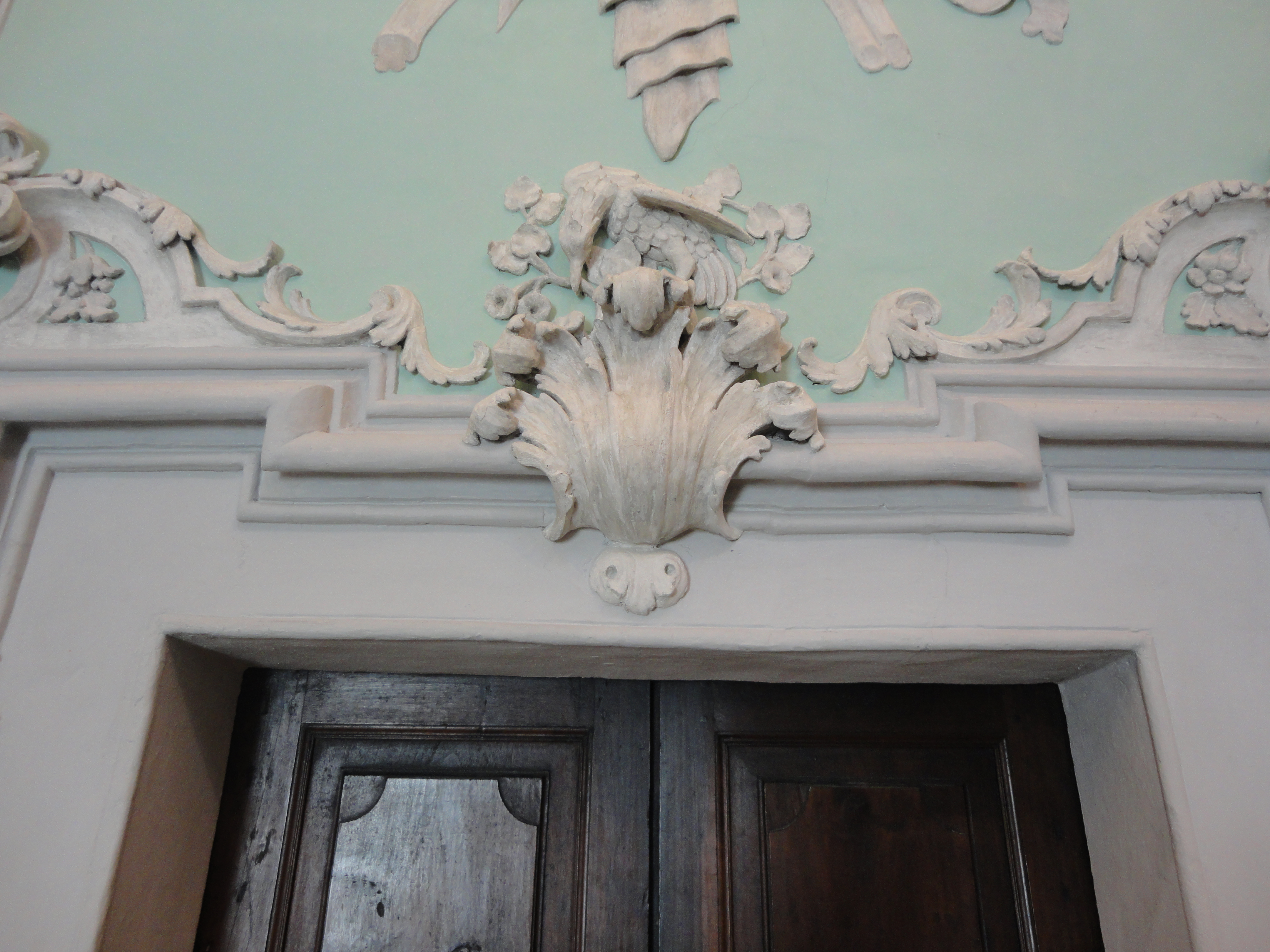
Dettaglio della decorazione a stucco
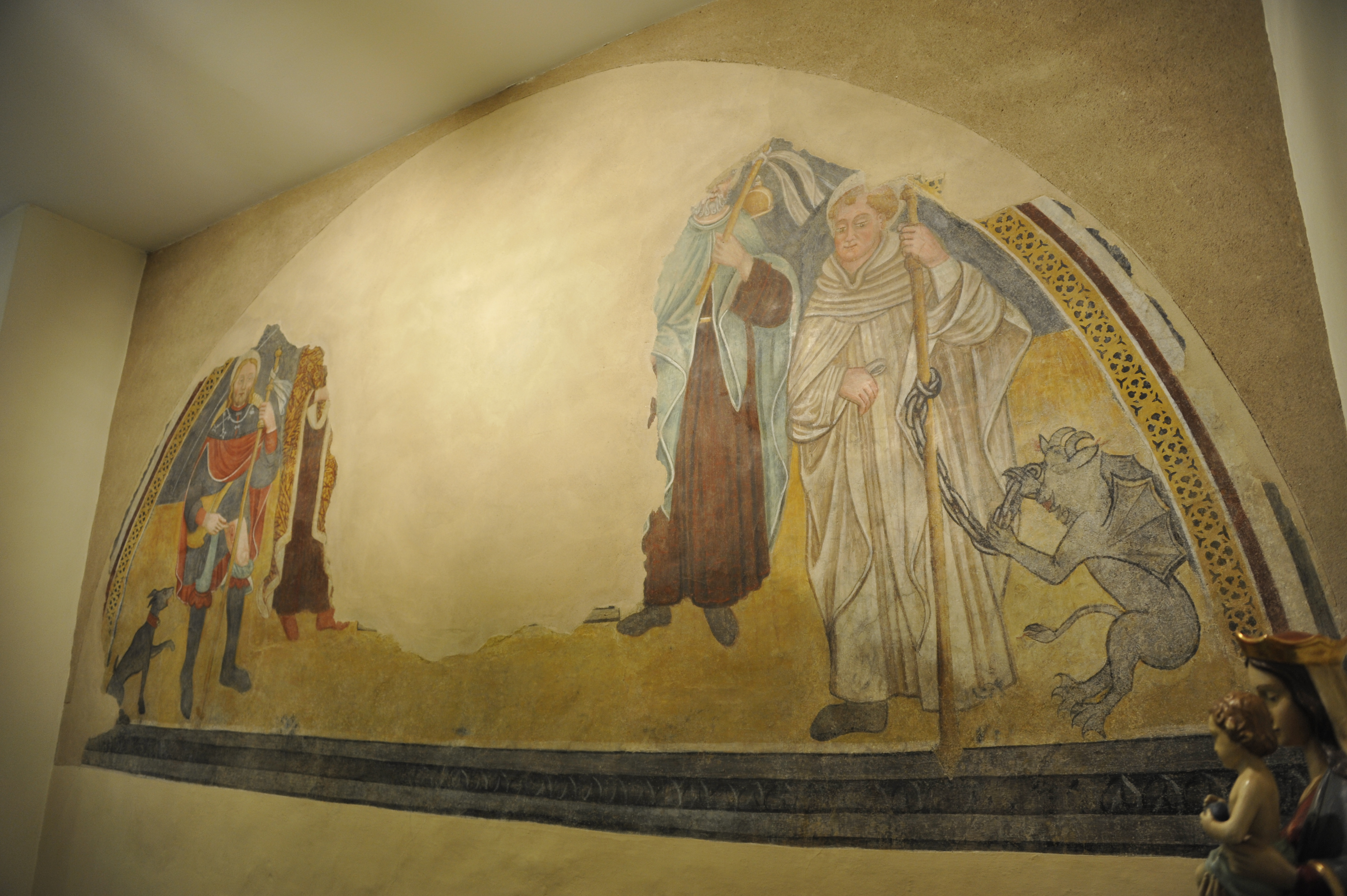
Affresco tardogotico frammentato
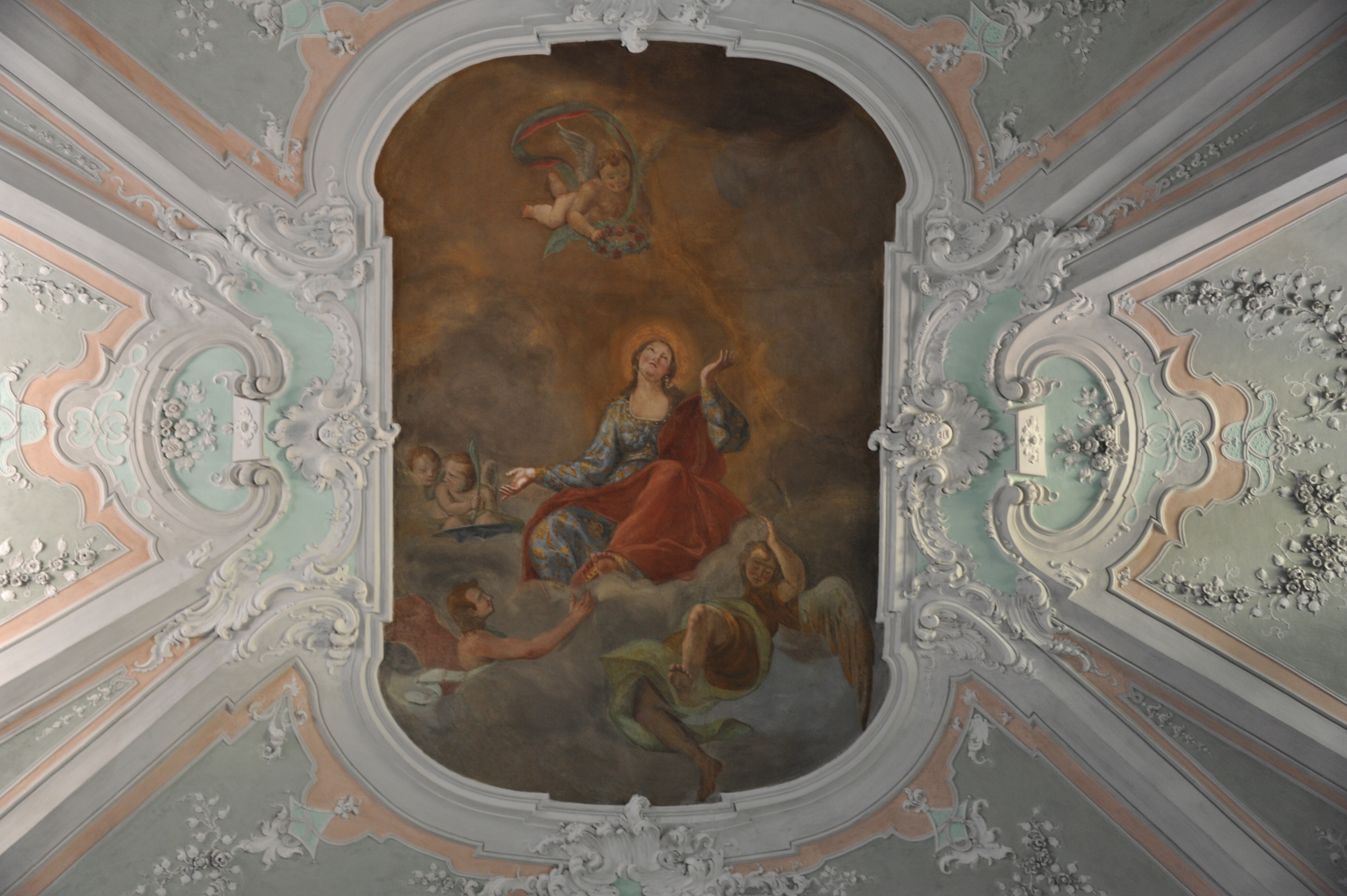
Volta con la Gloria di Sant'Agata
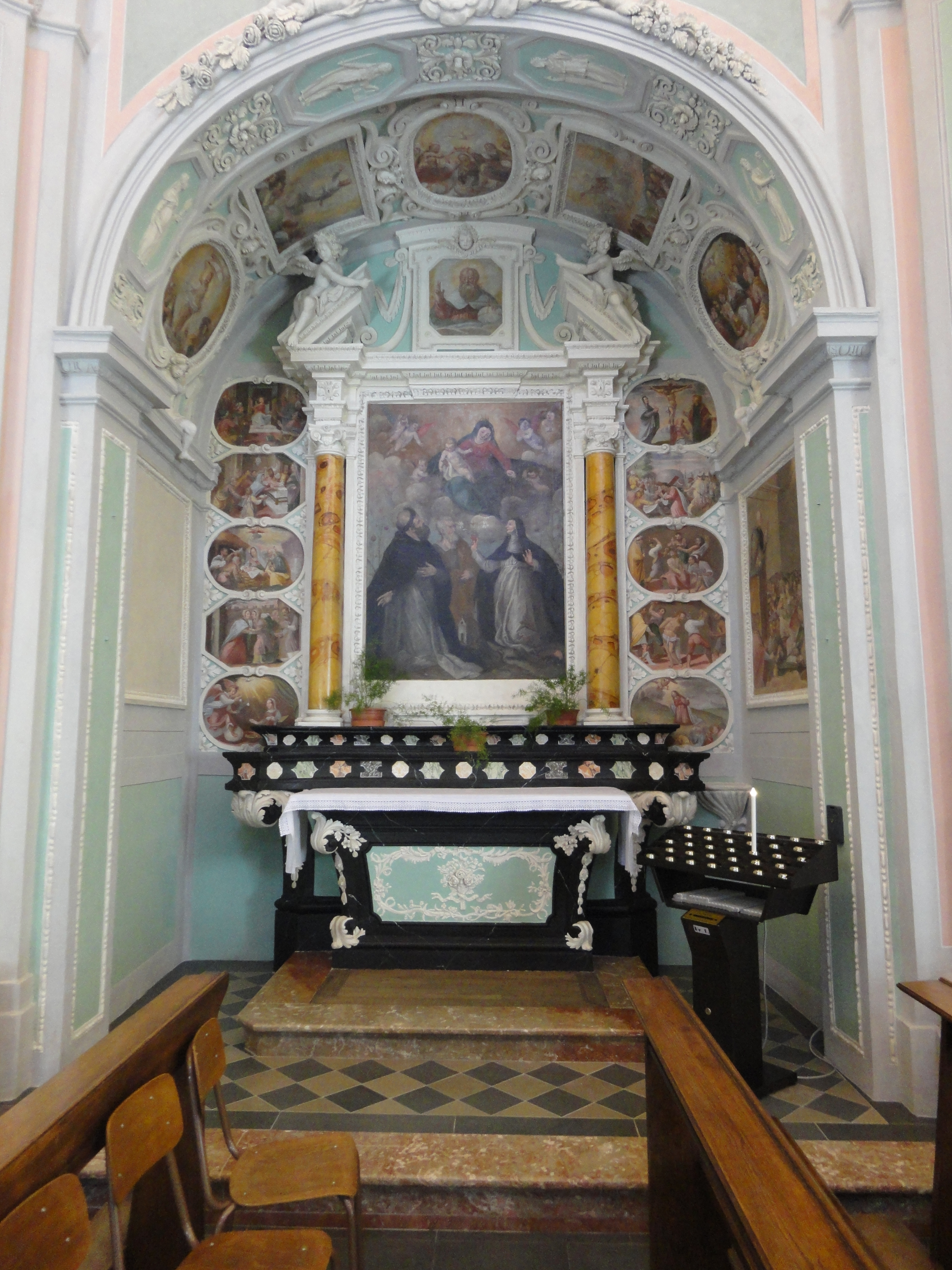
Cappella della Madonna, altare e pala
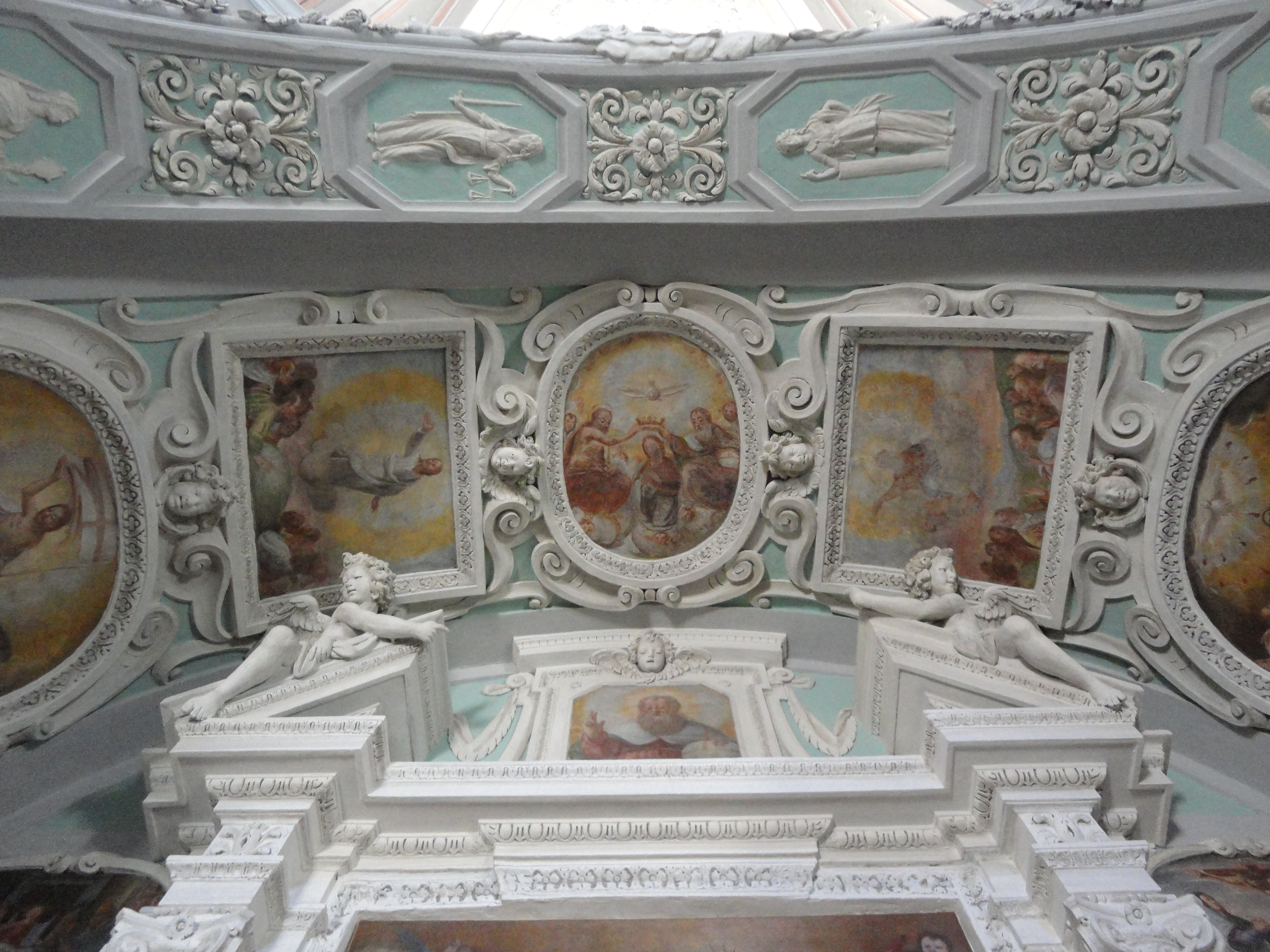
Cappella della Madonna, volta con affreschi e stucchi
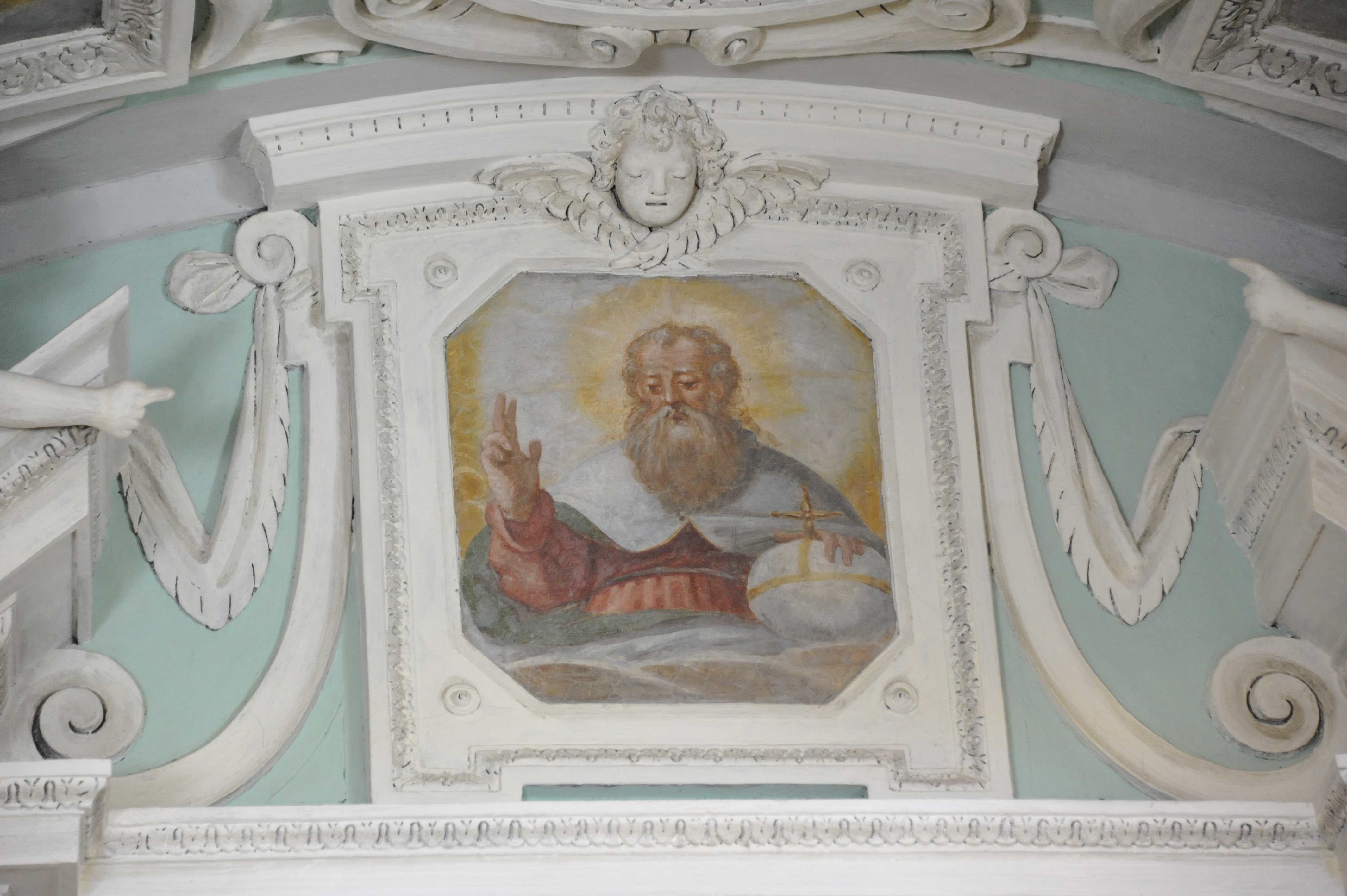
Cappella della Madonna, stucchi attorno a Dio Padre
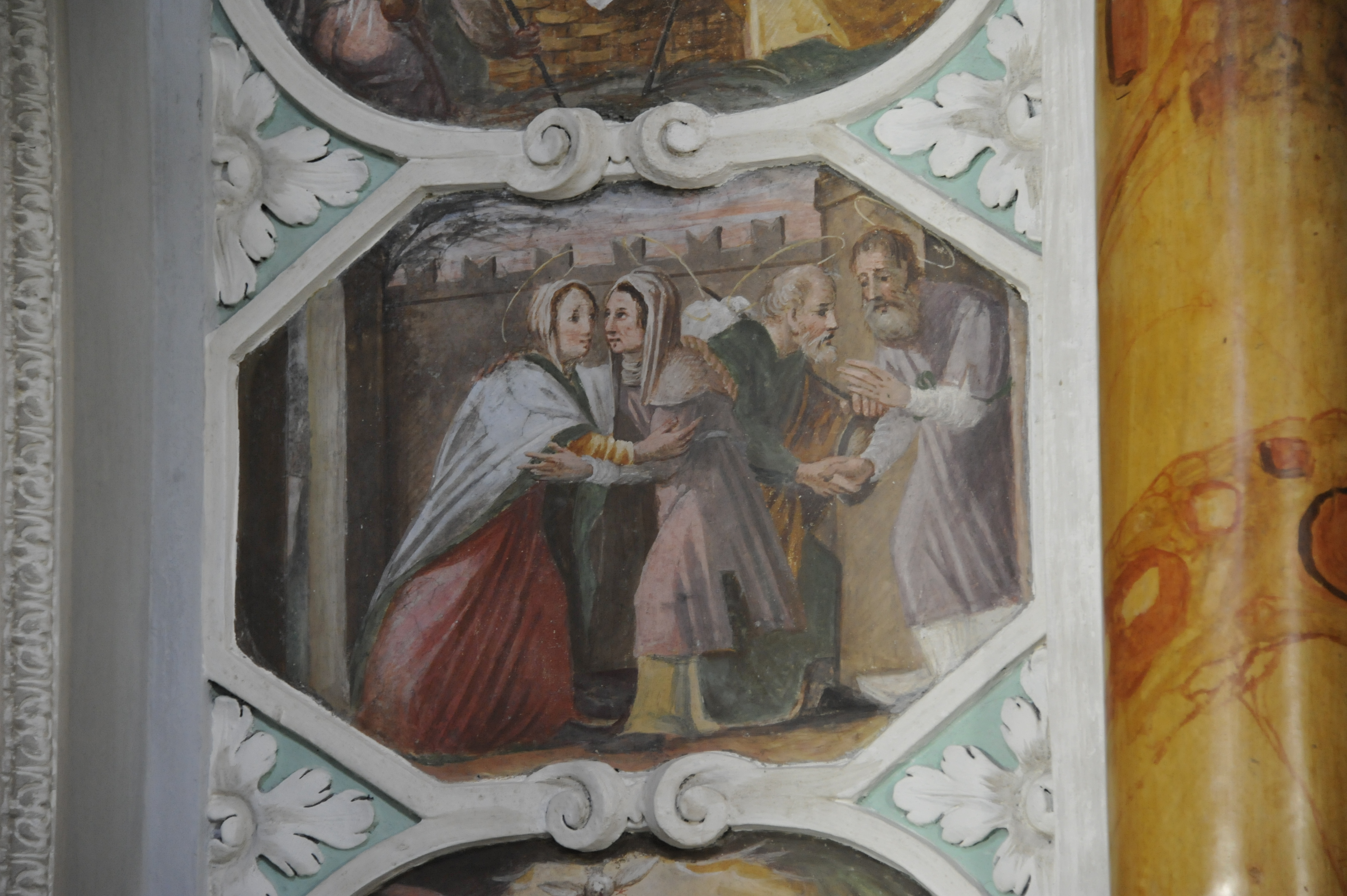
Cappella della Madonna, affreschi
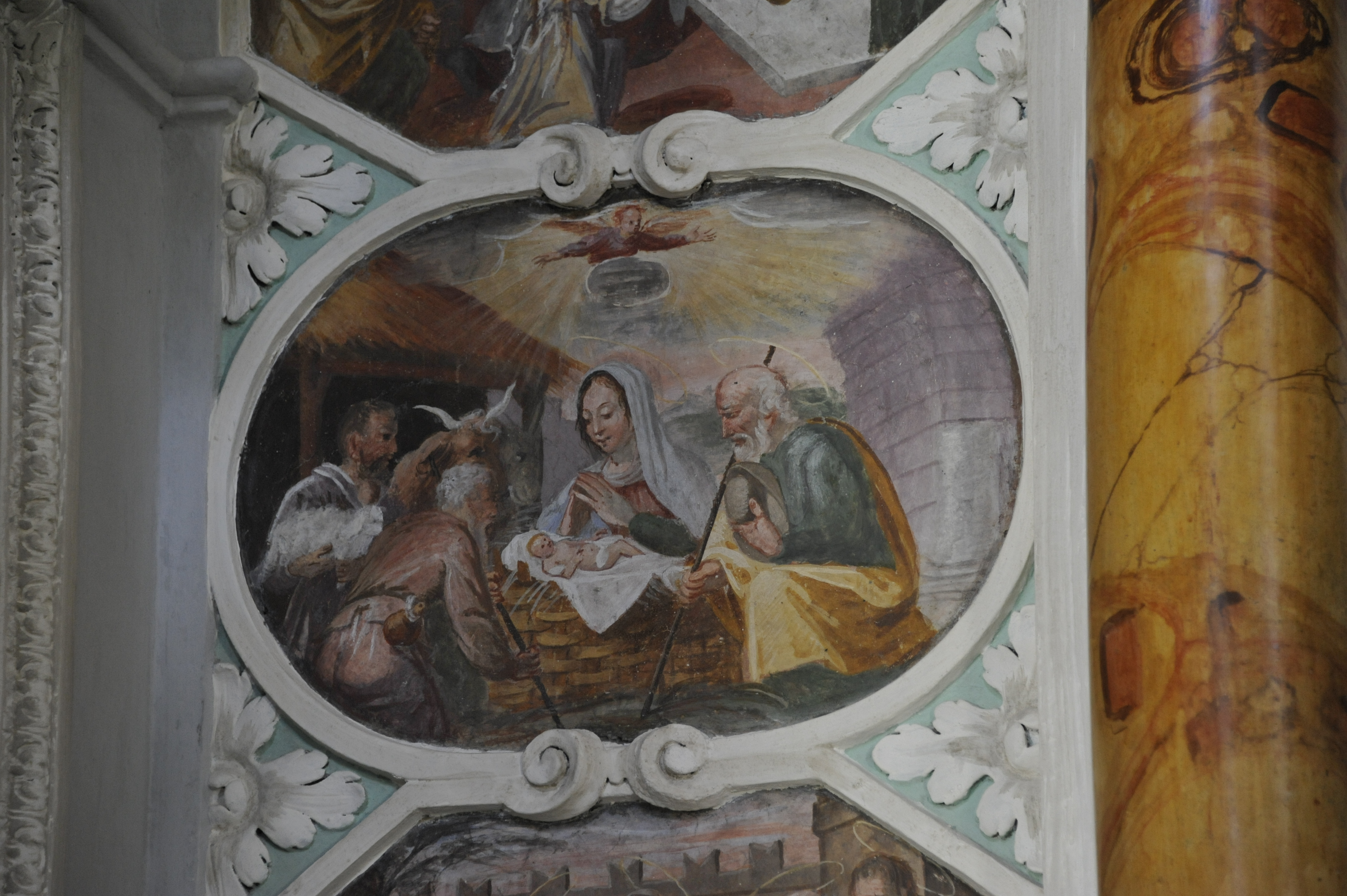
Cappella della Madonna, affreschi
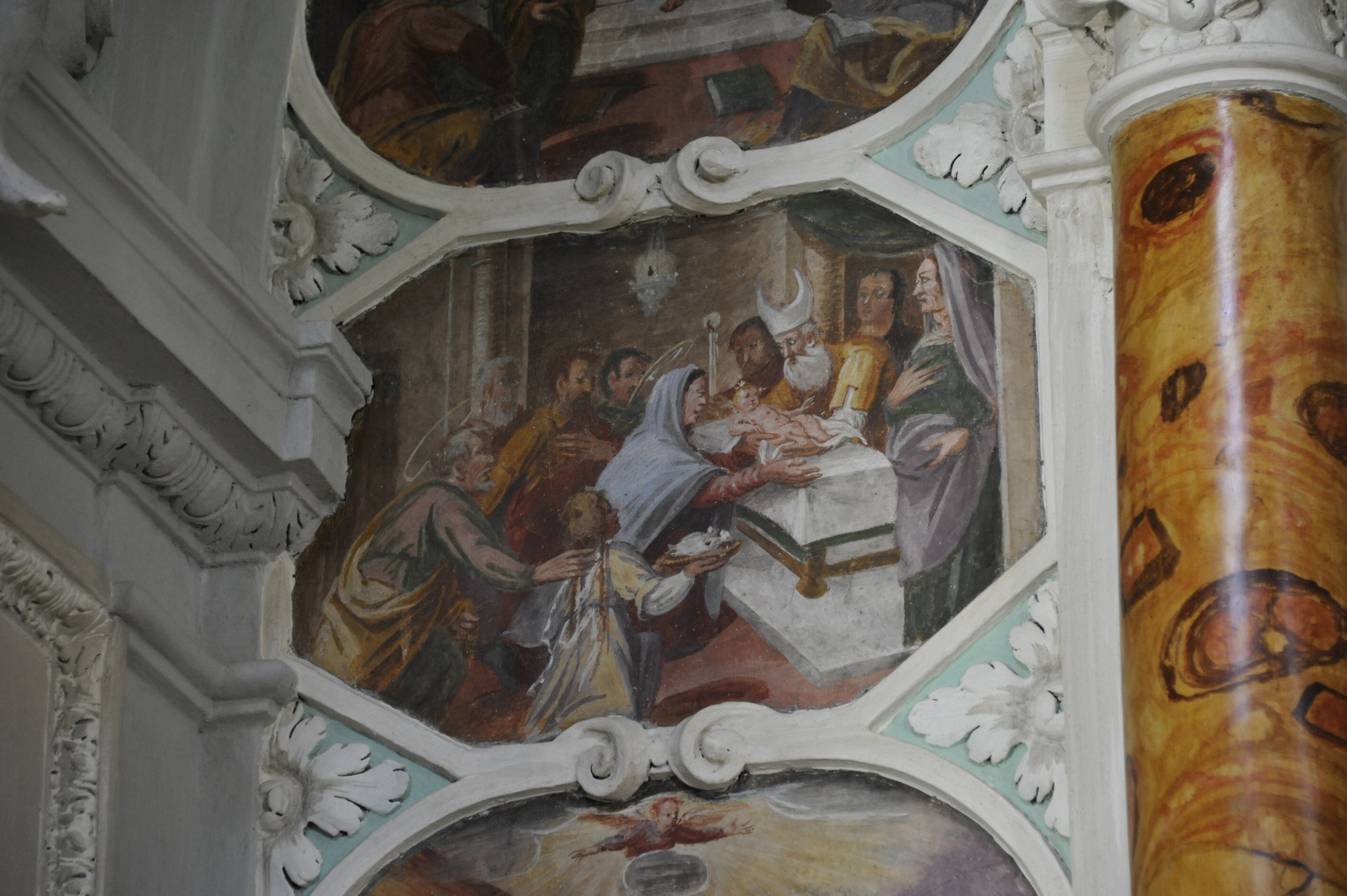
Cappella della Madonna, affreschi
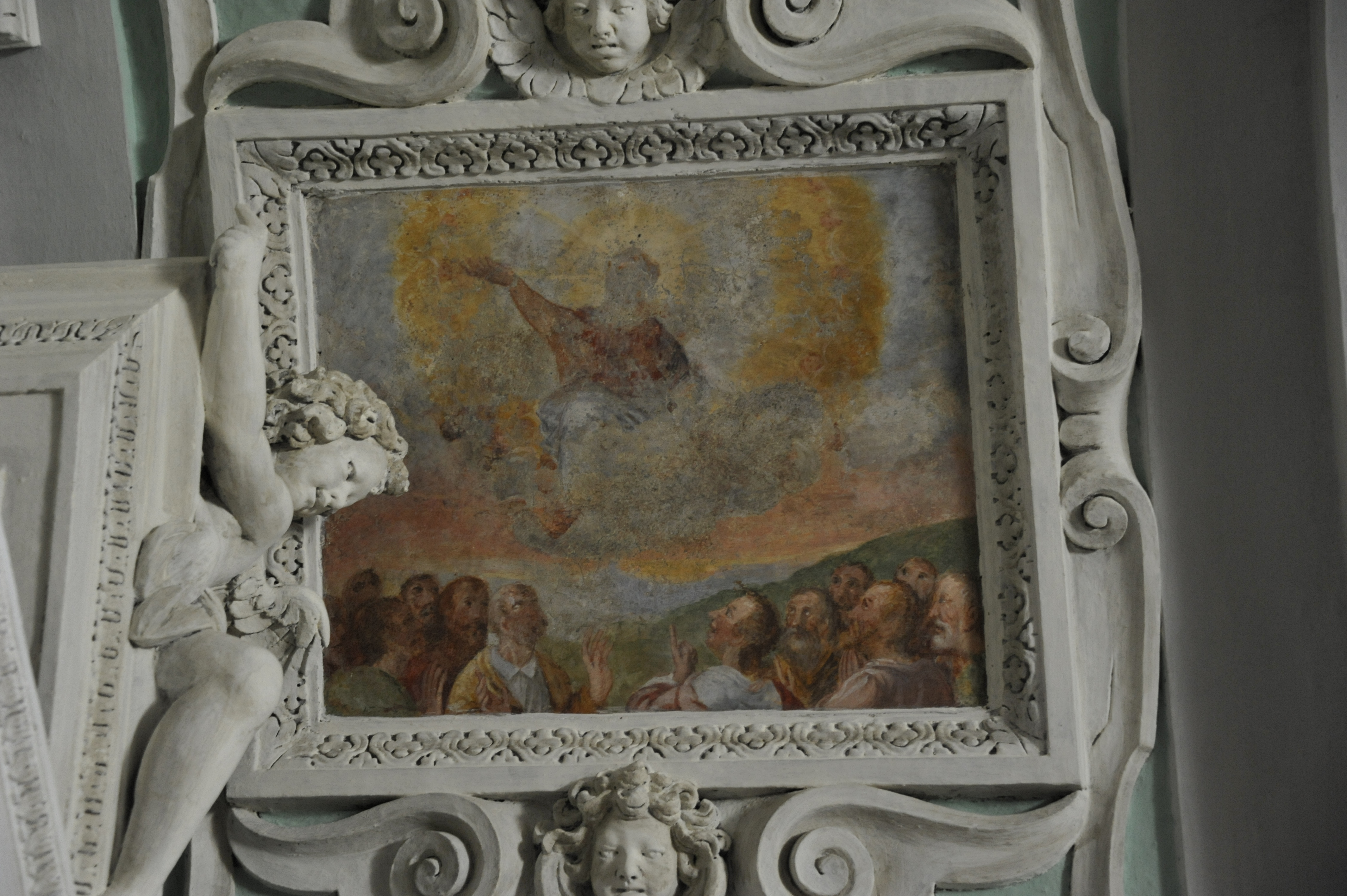
Cappella della Madonna, affreschi
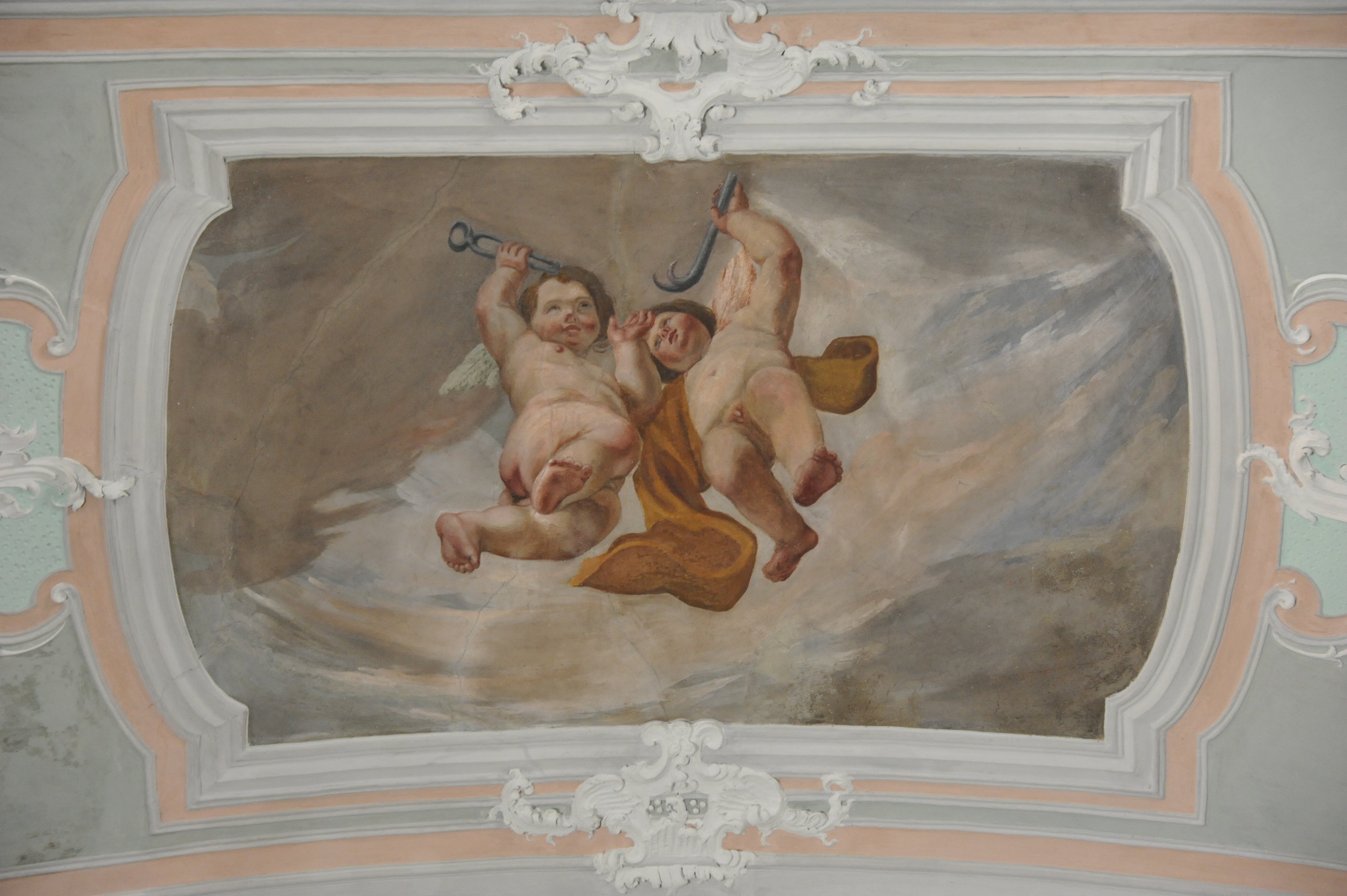
Volta, putti con gli strumenti del martirio
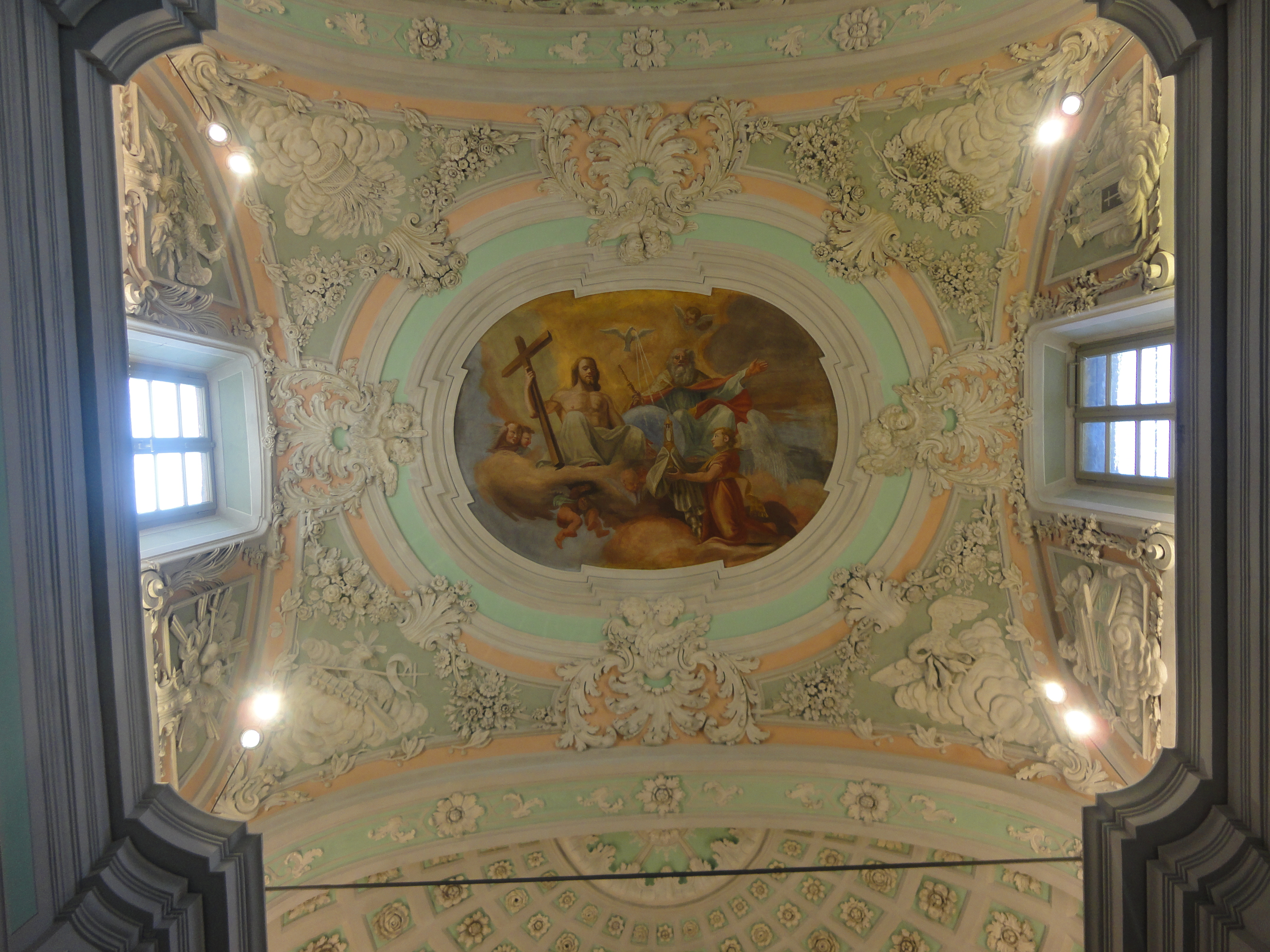
Volta, La Santissima Trinità e il committente
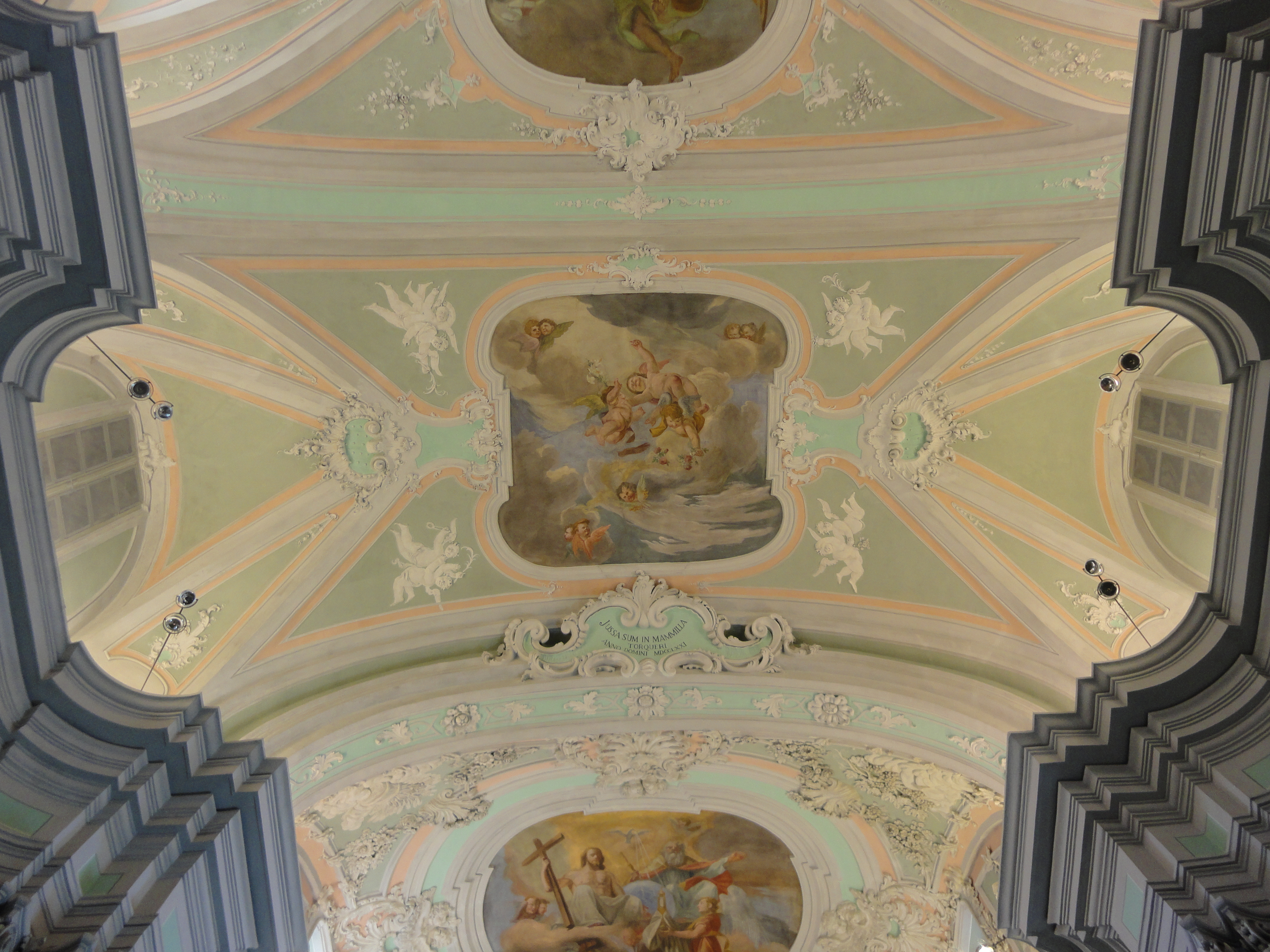
Volta, volo di putti e cherubini
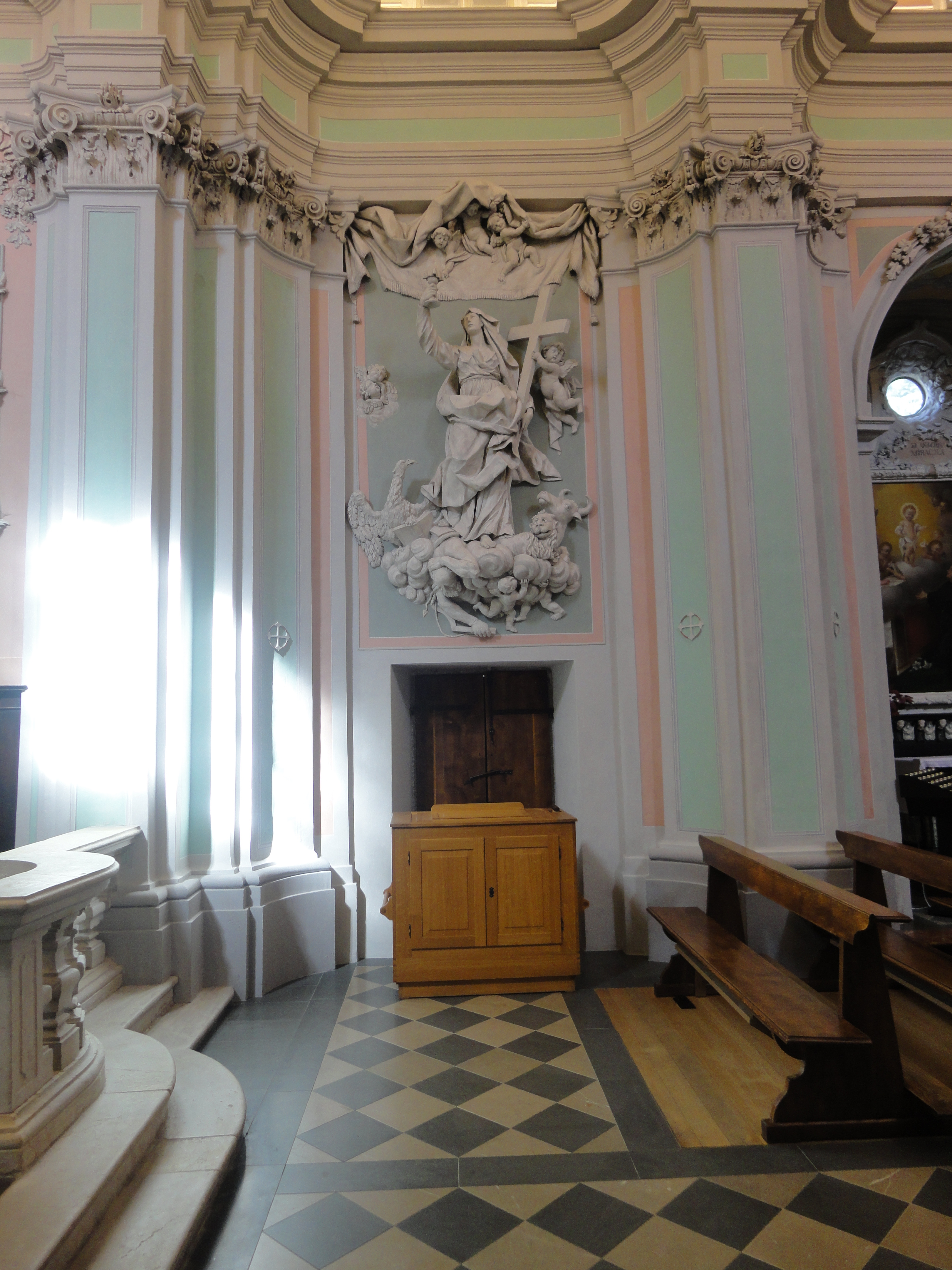
Allegoria della Fede
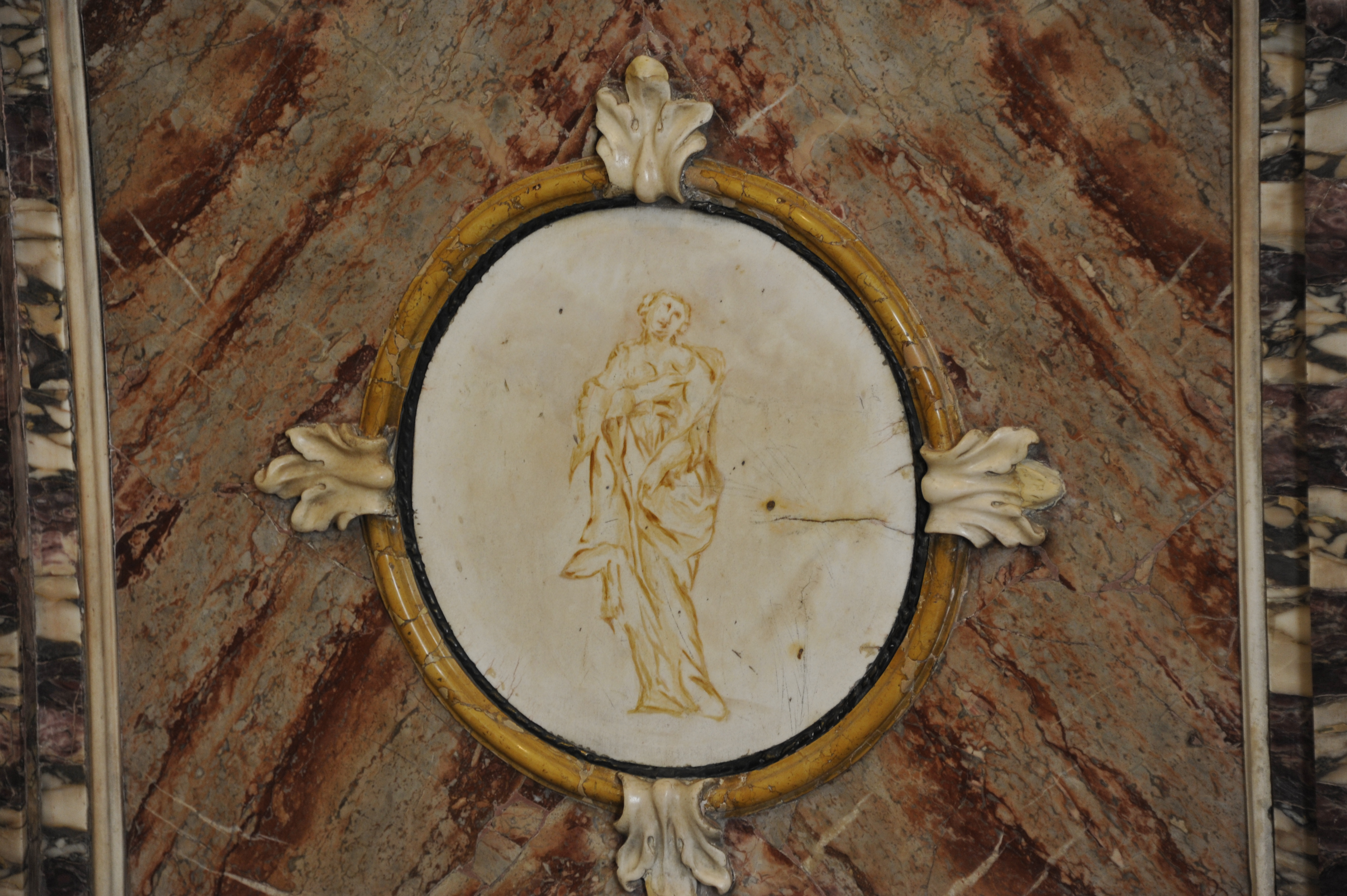
Paliotto